# كريسا ديموليدو
كريسا ديموليدو (باليونانية: Χρύσα Δημουλίδου، بالإنجليزية: Chrysa Dimoulidou) روائية يونانية وأحد كتاب اللغة اليونانية الحديثة. ولدت في سيريس شمال اليونان حيث نشأت وترعرعت فيها. من عام 1976 وحتى عام 2000 عملت كريسا في خطوط أولمبيك الجوية الناقل الوطني في اليونان. بين عام 1984 وعام 1985 قالت أنها كانت تعمل مراسلة لمجلة تسمى ديسكومودا. سافرت كريسا على نطاق واسع إلى جميع أنحاء العالم، وهذه التجربة قدمت لها الكثير من التجربة والدراية في كتاباتها الوظيفية. تتكلم كريسا اليونانية والإنجليزية والفرنسية والإيطالية.

## أعمالها
نشرت كريسا روايتها الأولى تحت مسمى الورود ليست معطرة دائمًا (بالإنجليزية: Roses aren't Always Scented) في عام 1997. ومنذ ذلك الحين قامت كريسا بكتابة أكثر من 18 كتابًا، منها أربعة كتب تختص بأدب الأطفال. تكتب كريسا الشعر بالإضافة لإجادتها فن الكولاج.